# Hiievälja
Hiievälja (Duits: Heidefeldt) is een plaats in de Estlandse gemeente Saaremaa, provincie Saaremaa. De plaats heeft de status van dorp (Estisch: küla).
Hiievälja behoorde tot in oktober 2017 tot de gemeente Leisi. In die maand werd Leisi bij de fusiegemeente Saaremaa gevoegd. De naam betekent ‘veld met heilig woud’.

## Bevolking
Het dorp had 9 inwoners op 31 december 2011 en 10 inwoners op 31 december 2021.

## Geschiedenis
De plaats werd in 1561 voor het eerst genoemd onder de naam Heidefelt. De nederzetting viel voor een deel onder het landgoed van Roobaka, voor een ander deel onder dat van Triigi.
Tussen 1977 en 1997 maakte Hiievälja deel uit van Roobaka.